# St. Joseph (Illinois)
St. Joseph é uma vila localizada no estado americano de Illinois, no Condado de Champaign.

## Demografia
Segundo o censo americano de 2000, a sua população era de 2912 habitantes.

## Geografia
De acordo com o United States Census Bureau tem uma área de
2,9 km², dos quais 2,9 km² cobertos por terra e 0,0 km² cobertos por água.

## Localidades na vizinhança
O diagrama seguinte representa as localidades num raio de 16 km ao redor de St. Joseph.